# Гірнича промисловість Китаю
Гірнича промисловість Китаю.

## Загальна характеристика
Китай має розвинену нафтогазову, вугільну, залізорудну, марганцеворудну, вольфрамову, хромову, алюмінієву, мідну, олов'яну, свинцево-цинкову, ртутну, сурм'яну, азбестову промисловість, а також видобуток і переробку титан- і ванадійвмісних продуктів, золота, гірничохімічної та нерудної індустріальної сировини, дорогоцінних та виробних каменів (табл. 2). Обсяг продукції гірничої промисловості в 1999 р. становив 51,4 млрд дол. США (для порівняння: у США — 48 млрд дол.). Частка гірничодобувних галузей на межі XX-XXI ст. — бл. 7% ВВП.
У 2001 гірничодобувна промисловість Китаю принесла бл. Yu 479 млрд, що на 7% більше, ніж в 2000 р. Виробництво десяти головних кольорових металів збільшилося з 7,6 млн т до 8,56 млн т; виробництво фосфоритових руди збільшилося з 19,37 млн т до 21 млн т; виробництво цементу збільшилося з 580 млн т до 630 млн т. Протягом 2001 в Китаї було відкрито 106 родовища корисних копалин. Витрати на геологічні дослідження досягли Yu 22,74 млрд, уряд видав 533 ліцензії на ці дослідження. Вартість мінерального імпорту-експорту перевищила US$ 100 млрд.
У 2000 р. у Китаї було 80 тис. державних гірничих підприємств і 200 тис. приватних та колективних. Китайський уряд прийняв ряд законів, які поліпшують планування розвідки мінеральних ресурсів, використання земельних ресурсів, видобутку золота, імпорту срібла, безпеки в гірничій промисловості, створення підприємств з іноземним капіталом і т. д. Однак на початку XXI ст. перед гірничодобувною промисловістю Китаю повстає проблема «старіння» головних рудників. Через виснаження ресурсів на грані закриття виявилося понад 400 рудників. За даними Міністра земельних і природних ресурсів КНР для половини з 45 головних видів китайських корисних копалин запаси витрачаються швидше, ніж відбувається їх поповнення за рахунок освоєння нових родовищ. Китайське управління геологічної розвідки на перший план висунуло пошук стратегічних ресурсів, вирішивши зосередити фінансові кошти і обладнання на розвідці дефіцитних корисних копалин — міді, урану, хрому і т. д., а також на освоєнні важливих для держави родовищ.
Китай — великий експортер та імпортер мінеральної сировини. На межі XX-XXI ст. обсяг експорту у гірн. галузі щорічно становить 11 млрд дол. США, обсяг імпорту — 27 млрд дол. Китай ввозить залізну і марганцеву руди, мідь, нікель, золото, срібло, пірити, алюміній.
Таблиця 1. — Видобуток мінералів та виробництво металів в Китаї, тис.т.*
| Мінерали і метали    | 2000     | 2001      |
| Мідь                 | 1 325,8  | 1 426,5   |
| Мідні концентрати    | 588,5    | 564,7     |
| Сира мідь            | 983,4    | 1 082,2   |
| Алюміній             | 2 827,7  | 3 424,6   |
| Глинозем             | 4 326,8  | 4 729,1   |
| Свинець              | 1 033,5  | 1 171,6   |
| Свинцеві концентрати | 569,6    | 599,2     |
| Цинк                 | 1 919,3  | 2 078,5   |
| Цинкові концентрати  | 1 710,2  | 1 572, 1  |
| Нікель               | 50,9     | 49,5      |
| Нікелевий концентрат | 51,1     | 51,5      |
| Олово                | 110,4    | 91,6      |
| Олов'яний концентрат | 97,1     | 78,8      |
| Сурма                | 106,4    | 134,0     |
| Сурм'яний концентрат | 98,6     | 92,4      |
| Магній               | 138,8    | 186,0     |
| Азбест               | 314,6    | 300,0     |
| Гіпс                 | 31 605,8 | 32 876,4  |
| Графіт               | 1 650,0  | 1 600,0   |
| Графіт лускатий      | 280,0    | 250,0     |
| Тальк                | 1 900    | 2 000     |
| Каолініт             | 2 950    | 3 100     |
| Воластоніт           | 268,0    | 270,0     |
| Вугілля              | 999 170  | 1 089 670 |

* Mining Annual Review 2002

## Окремі галузі
Див. Нафтова промисловість Китаю
Нафтова промисловість почала розвиватися в 50-ті роки XX ст. В 1963 р. після розвідки великого нафтового родовища в провінції Хейлунцзян, повністю забезпечила потреби країни в нафті. З подальшими відкриттями нафтових родовищ, особливо в провінціях Шаньдун і Хебей, потенційні можливості видобутку нафти збільшилися більш ніж вдвічі. З 1973 р. почався експорт нафти. З 1978 р. приріст продукції припинився і стабілізувався на рівні близько 100 млн т на рік. На початку 80-х років XX ст. Китай займав 6-е місце у світі за видобутком нафти. У 1996 Китай з видобутком 1141 млн барелів вийшов на 5-е місце у світі з видобутку нафти. Основні родовища нафти: Дацин, Шенлі, Женьцю, Даган, Паньшань, Наньян, Карамай, Юйминь та ін. Діє понад за 30 НПЗ загальною потужністю понад 500 тис. т на рік. Найпотужніші: Пекінський, Дацин, група Фушунських НПЗ, Шанхайський, Нанкінський, Шенлінський та ін. НПЗ. Розвинена система магістральних нафтопроводів (Юйминь — Ланьчжоу, 880 км; Дацін — порт Ціньхуандао — Пекін, 1500 км; Шенлі — Сюйчжоу — Нанкін, 1500 км; Даган — Пекін, 150 км; Шенлі — порт Ціндао, 250 км; Маомін — порт Чжаньцзян, 140 км та ін.) пропускною спроможністю від 1-2 до 13-15 млн т. нафти на рік. Подальший розвиток нафтовидобутку пов'язаний з освоєнням морського шельфу.
Газова промисловість.
Див. Газова промисловість Китаю.
У 1999 р. в Китаї було видобуто 25,4 млрд м³ газу, в тому числі на морі — 4,4 млрд м³. Видобуток газу в країні за 1994-99 рр. зріс на 7,8 млрд м³. За офіційними прогнозами в 2010 р. він збільшиться до 65-80 млрд м³, а в 2020 р. — до 90-110 млрд м³, значною мірою за рахунок морських родовищ. Видобуток розподіляється приблизно порівну між китайськими компаніями CNPC і PetroChina.
Вугільна промисловість.
Див. Вугільна промисловість Китаю .
На початку XXI ст. Китай — провідна світова країна з видобутку вугілля, яке є основою його паливно-енергетичної бази. Динаміка видобутку, млрд т: 1980 — 0,620; 1990 — 1,035; 1994 — 1,240; 1995 — 1,360; 1996 −1,397; 1,40 — 1997; 1998 — 1,181; 1999 — 0,974; 2000 — 1,238; 2001 — 1,171 [джерела: Локер С., 2000, Лондон; Кіцкі Є., 2002, Краків]. Видобуток вугілля в країні в 2003 р становитиме 1,35 млрд тонн. Серед найбільших центрів вуглевидобутку виділяються Хуайнань, Хеган, Кайлуань, Датун, Фушунь, Фусінь. Згідно зі «Стратегією трьох етапів» передбачалося подвоєння виробництва валового національного продукту за період 1990–2000 рр. і повторне його подвоєння до 2050 р. Передбачається зростання споживання вугілля в Китаї у 2020 р. до 2 млрд т; значне підвищення експорту, що становив в 2001 р. 86 млн т [World Coal. — 2002. — 11, № 8].
Горючі сланці. У Китаї розвинута розробка покладів горючих сланців, які йдуть, в основному, на виробництво штучного рідкого палива.
Залізорудна промисловість. Становлення промисловості почалося у 30-х роках XX ст. У 1943–1947 роках загалом щорічно добувалося 4,7 млн т руди. У 1949 р. багато копалень було зруйновано і видобуток впав до 0,59 млн т. Після відновлення галузі в 50-х роках видобуток став швидко зростати. На початку 80-х років масштабні розробки велися на більш ніж 200 залізорудних родовищ з запасами 200–1000 млн т. Найпотужніші підприємства діяли в провінції Ляонін в районі металургійних комбінатів «Аньшань» і «Беньсі». Залізисті кварцити, які видобуваються, містять в середньому близько 30% Fe, багаті руди — 60% Fe. Другий район великих розробок залізистих кварцитів — в провінції Хебей (кар'єри «Шуньчан», «Дашін» і «Сидзян»), руда містить 24-27% Fe. Третій значний район видобутку Баян-Обо у Внутрішній Монголії. Руди містять 30-60% Fe. В цілому наймасштабніші розробки ведуться відкритим способом. При підземній розробці широко використовується система підповерхового обвалення. Майже вся залізна руда потребує збагачення. На збагачувальниї фабриках застосовують магнітний, флотаційний та ін. способи збагачення. Видобуток залізних руд в КНР в 2001 р. (в дужках за 2000 р.) становив (в млн т): 102,0 (105,3); Імпорт Fe — руд в КНР в 2001 р. (в дужках за 2000 р.) становив (в млн т): 107,9 (84,9); [Mining J. — 2002. — 339, № 8693. — Р. 25-27]. Розробка родовищ залізних руд в Китаї на початку XXI ст. — відкрита. За оцінками фахівців, близько 1700 залізорудних родовищ в країні не підлягає освоєнню через низький вміст заліза (в середньому близько 32%) і високі вмісти шкідливих домішок — алюмінію і фосфору в рудах. Незважаючи на значні ресурси залізняку в країні не вистачає високоякісної сировини. Імпорт залізняка в КНР протягом останніх років зростав швидкими темпами: в 1990 р він становив 14,2 млн т, в 1995 — 41,2 млн т, 1999 р. — 55 млн т, 2000 — 70 млн т, 2001 — 92.3 млн т, 2002–111.5 млн т, 2003 — бл. 130 млн т.
Залізорудна компанія КНР Hainan Iron and Steel планує на о. Хайнань будівництво кобальтового металургійного заводу продуктивністю 330 т Co і 1000 т катодної Cu в рік. Капіталовкладення в будівництво оцінюються в 24 млн дол. [Metal Bull. — 2002. — № 8640. — Р. 7].
Китай є одним з найбільш швидко зростаючих ринків лудженої жерсті у світі. У останні 5 років попит ринку на цей вид продукції подвоївся. Очікується збільшення споживання до 1,7 млн т в 2005 р з 1,3 млн т в 2000 р. Протягом 5 останніх років Китай виробляв сталі більше всіх інших країн при обсязі виробництва понад 100 млн т. При цьому велика частина продукції була представлена низькосортною сталлю. Відносно високоякісної сталі країна є головним імпортером. Китай імпортує близько 16 млн т і експортує 6 млн т прокату (2000 р).
Перспективи китайської чорної металургії. За оцінками експертів Китай стане найбільшим гравцем світового металургійного ринку уже в 2006–2010 роках. Аналітики російської компанії «Северсталь» вважають, що це станеться після введення в дію нових металургійних підприємств, що активно зводяться в країні. Китай з імпортера сталі перетвориться у великого експортера. Уперше виробництво стального прокату в КНР перевищило 100 млн т в 1996 р., і за цим показником країна стала світовим лідером. Одночасно Китай був і залишається найбільшим у світі імпортером стального прокату. Багато в чому це пов'язано з недостачею в країні високоякісної сталі. У числі великих постачальників Китаю — сибірські і уральські підприємства; наприклад, Магнітогорський металургійний комбінат постачає в КНР близько 1 млн т продукції на рік. Великими постачальниками є також Стальна група «Мечел», Новолипецький і Західно-Сибірський металургійні комбінати та інші підприємства.
Через два роки китайська чорна металургія ліквідує залежність від імпорту, витіснивши зі свого ринку ряд постачальників. Згідно з державною програмою розвитку металургії, до кінця 2005 р. промисловість КНР повинна наблизити до 100 % частку споживаної в країні китайської стальної продукції, знизити питоме споживання енергоносіїв, а також збільшити частку готової стальної продукції до 80 % в загальних обсягах випуску на десяти найбільших металургійних підприємствах країни. Підйом в металургійній галузі пояснюється інвестиційною привабливістю китайської промисловості.
Нікель. Станом на початок XXI ст. понад 80% нікелю, що добувається в Китаї, надходить з родовища Цзіньчуань (провінція Ганьсу), промислове освоєння якого дозволило країні позбутися експортної залежності. З руд родовища виплавляється 80 % всього нікелю країни, 90 % кобальту і 93 % платиноїдів. Родовища нікелевих сульфідних руд з промисловим вмістом металів платинової групи розробляють відкритим і підземним способами в провінціях Гирін і Сичуань, а аналогічні руди, збагачені також міддю, бісмутом і титаном — у Внутрішній Монголії.
Разом зі зростанням виробництва зростає і споживання нікелю в Китаї. Нікелеве споживання в 2001 р (до 2000) збільшилося на 30 % і досягло 84 тис.т. Імпорт нікелю в Китай у 2001 р був переважно з Росії (15,29 тис. т) і Австралії (5,323 тис. т). Імпорт нікелевого концентрату в 2001 р становив 6 986 т. Нікелевий експорт на 41 % знизився — до 5,42 тис. т і здійснювався переважно до Японії (5,139 тис. т) і Південної Кореї (252 т).
На думку експертів одного з найбільших світових виробників нікелю — канадської компанії Inco Ltd., Китай до 2004 р. випередить США по щорічному споживанню нікелю. У найближчому майбутньому Китай стане найбільшим у світі споживачем цього металу. Частка країни в прирості світового попиту на нікель в 2002 р. склала понад 60% і в майбутньому буде збільшуватися, що пов'язано із загальним підйомом китайської металургійної промисловості.
Марганцева промисловість. Промислова розробка родовищ марганцевих руд в Китаї почалася у XX ст. У 30-ті рр. країна вийшла на 8-е місце у світі по видобутку марганцю. Найбільш швидкими темпами обсяги виробництва стали наростати з 50-х рр., відповідаючи потребам розвитку чорної металургії країни. З 60-х рр. відмічалися як підйоми, так і спади у видобутку марганцевих руд. В перших десятиріччях XX ст. руду в основному добували в районі м. Даюй (провінція Цзянсі), а на початку 1980-х рр. великі розробки ведуться більш ніж на 27 родовищах. Найпотужніші гірничодобувні підприємства в останні десятиліття XX ст. діяли в зах. частині провінції Ляонін, де розробляються родовища Вафанцзи, Ліньюань і Цзіньсянь (у м. Цзіньчжоу). Основна частка продукції надходила з родовища Вафанцзи, де відпрацьовують три рудних пласти потужністю бл. 2 м, родовища Сянтань в провінції Хунань, де розробляється рудний пласт потужністю 2 м. На півдні провінції Хунань експлуатується ряд родовищ у мм. Лейян, Гуйян і Ченьсянь. Третій район розробок знаходиться в південній і центральній частинах Гуансі-Чжуанського автономного району (родовища Мугуй, Лайбінь, Фанчен та інш., представлені рудними покладами потужністю до 4 м). На півночі провінції Гуйчжоу експлуатується найбільше в Китаї родов. Цзуньї. Крім трьох основних районів, марганцеві руди добувають в провінціях Хебей (родовище Луньянь у м. Сюаньхуа), Цзянсу (родовище Цісяшань у м. Нанкін) і Цзянсі (родовище Лепін). Розробки меншого масштабу проводяться на родовищах Даціньшань (автономний район Внутрішньої Монголія), Дайсянь (провінція Шаньсі), Інкоу, Гайпін, Вафандянь у м. Фусянь (всі — провінція Ляонін), Лодін, Ляньцзян (провінція Гуандун) і на інш. Видобуток ведеться як відкритим, так і підземним способами. Сира руда збагачується, зокрема гравітаційними методами. Карбонатні руди (родовище Сянтань) після випалення використовуються головним чином для виплавки електроферосплавів (вміст марганцю в продукті підвищується до 35-47 %).
Кольорові метали. Структура китайської видобувної і переробної промисловості кольорових металів складна і весь час змінюється. У 1990-х рр. промисловість кольорових металів мала понад 800 підприємств, 8 проектно-конструкторських інститутів, геологічно-розвідувальні компанії. У 1990-ті роки практично все виробництво кольорових металів в Китаї здійснювала державна компанія China National Non-ferrous Metals Corp. (CNNC), яка об'єднувала 137 промислових підприємств (рудників, плавильних і рафінувальних заводів і підприємств по обробці кольорових металів) центрального підпорядкування і приблизно стільки ж тих, що контролюються провінційними адміністраціями, а також дослідницькі організації, торгові, будівельні і геологорозвідувальні фірми. У 1998 р. уряд Китаю розформував CNNC і заснував Державне бюро кольорової металургії (State Bureau of Non-ferrous Metals Industry — SBNMI), що знаходиться під управлінням Державної комісії з економіки і торгівлі (State Economic and Trade Commission — SETC). SBNMI відповідає за розвиток всієї індустрії кольорових металів. Передбачалося, що Бюро буде здійснювати адміністративний контроль за підприємствами, що раніше входили до CNNC, доти, поки вони не будуть перегруповані в нові корпорації. У подальшому SBNMI буде визначати плани і політику цих підприємств. У серпні 1998 р. голова уряду КНР схвалив галузевий принцип організації нових корпорацій, а у 1999 р були створені три нові корпорації: China Aluminium Corp. (Chalco), China Copper Lead Zinc Corp. (CCLZ) і China Rare Metals and Rare Earth Corp. (CRRC). Корпорація Chalco поглинула близько 30 підприємств алюмінію і магнію — їх плавильні і рафінувальні заводи, дослідницькі організації і торгові фірми. CCLZ об'єднала 55 підприємств мідної, свинцевої, цинкової, нікелевої і срібної промисловості. У CRRC увійшли понад 50 підприємств вольфраму, олова, стибію, молібдену, рідкісних земель і інших рідких металів. Підприємства CRRC випускають близько 33 % вольфраму в країні. Інша продукція випускається плавильниками, які не входили в CNNC і знаходилися у власності місцевих органів влади або в змішаній власності. У 2000 р. уряд Китаю ухвалив рішення ліквідувати CRRC і передати управління рудниками, що входили в неї, заводами і дослідницькими інститутами органам місцевої адміністрації. У квітні 2001 р. був зроблений ще один крок по шляху реформування китайської металургійної промисловості — створена організація China Non-Ferrous Metals Industry Assn (CNIA), керована SETC. Передбачається, що нова структура візьме на себе частину функцій свого попередника SBNMI, але її основною метою буде створення сприятливих умов для розвитку кольорової металургії Китаю і координація торгових планів країни. CNIA буде спостерігати за п'ятьма іншими структурами: China Tungsten Industry Assn, China National Assn for Non-ferrous Metals Construction, China Non-ferrous Metals Fabrication Assn, China Society of Engineering Blasting і China Assn of Amusement Parks & Attractions.
Хром. Китай практично не має в своєму розпорядженні значних запасів хромових руд. З 1980-х рр. розробляються дрібні родовища головним чином вогнетривких хромових руд. Майже всі вони розташовані у важкодоступних гірських районах або в районах з нерозвиненою інфраструктурою. У автономному районі Внутрішня Монголія видобуток ведеться на невеликому родовищі Солуньшань (потужність рудних тіл до 2 м, вміст Cr2O3 38-47 %) і на родовищі в межах хребта Іньшань (м. Хук-Хото). Інші райони розробок — у Північному Тибеті, на родовищі Салтохай (Булуньтохай) в Сіньцзян-Уйгурськом автономному районі. Крім того, хромові руди добувають попутно при розробці ільменіт-магнетитового родовища Паньчжіхуа (провінція Сичуань).
Вольфрамова промисловість. Видобуток вольфрамових руд в промислових масштабах ведеться в країні з початку XX ст. У 1980-х рр. за виробництвом вольфрамових концентратів (15-20 тис. т на рік) Китай вийшов на одне з провідних місць у світі. Основні райони розробки знаходяться в провінції Цзянсі, де працюють рудники «Дацзішань», «Сіхуашань» і «Гуймейшань» з проектною потужністю 6,8, 5 і 4 тис. т вольфрамових концентратів на рік. Видобуток на рудниках «Дацзішань» і «Гуймейшань» ведеться підземним способом, на «Сіхуашань» — комбінованим. Сиру руду збагачують в основному гравітацією з одержанням концентрату з 65-70 % вмістом WO3. Всього в країні працюють понад 60 гірничодобувних підприємств. У розвитку промисловості активно беруть участь американські компанії «Union Carbide», «Amax» та інші. Збагачують сировину із застосуванням відцентрових сепараторів, вібраційних грохотов, спіральних шлюзів, відсаджувальних машин і інш.
У 1999 р в Китаї вироблено 22,971 тис. т вольфрамової продукції в перерахунку на метал (тверді сплави, феровольфрам, паравольфрамат амонію та ін.). Експорт вольфрамової продукції становив 15,145 тис. т. Внутрішньокитайське споживання вольфраму у 2001 р оцінюється в 9 тис. т/рік.
Структура сучасної вольфрамової галузі Китаю надзвичайно неоднорідна. Тільки 6 гірничо-збагачувальних підприємств мають в своєму розпорядженні виробничі потужності понад 1 тис. т концентрату на рік; їх сумарна продукція становить менше 1/5 виробництва країни. Деякі рудники діють без ліцензій на видобуток. Середнє вилучення WO3 в процесі збагачення становить 82,4%. Загальне число виробників паравольфрамату амонію — близько 170; їх сумарна виробнича потужність становить 65 тис. т/рік. Тільки у 19 з них річні потужності перевершують 1 тис. т, але вони виробляють бл. 69 % продукції. Фактичний випуск паравольфрамату амонію наприкінці 1990-х років знаходився на рівні 27-30 тис. т/рік; з них близько 16 тис. т на рік йшло на експорт. Річні обсяги виробництва феровольфраму широко варіюють, значною мірою в залежності від обсягів експорту, який коливався в минулому десятиріччі від 600 до 6000 т. Сумарні потужності становлять 13 тис. т/рік, в той час як внутрішнє споживання — близько 3.4 тис. т/рік. Частка металу в продукті становить 86-90 %. Тверді сплави випускають більш ніж 150 підприємств. З них тільки заводи в мм. Чжучжоу і Цзігун відрізняються значними обсягами виробництва — понад 1 тис. т/рік. Річна продуктивність кожного з інших 130 підприємств не перевищує 50 т. Сумарні потужності Китаю по виробництву твердих сплавів перевершують 7 тис. т/рік, реально їх випускається близько 5,8 тис. т/рік. Виробництвом вольфрамових продуктів займається понад 200 підприємств.
Молібден. Китай — один з головних виробників молібдену у світі. У 2001 було видобуто 28,2 тис. т молібдену, що на 2,84 % менше, ніж у 2000 р. Причина зниження — низькі ціни на молібден на світовому ринку. Споживання молібдену в Китаї становить 12-13 тис. т/рік, динаміка споживання позитивна.
Титан і ванадій. Промислове отримання титан- і ванадійвмісних продуктів в Китаї здійснюється на комплексі гірничих підприємств родовищі Паньчжіхуа на півдні провінції Сичуань і з використанням при переробці цих руд шлакової металургії. На базі розробок титаномагнетитових родовищ Дамяо, Хейшань і Туаньтінчжень в провінції Хебей та родовищі Мааньшань (провінція Аньхой) діють аналогічні підприємства. В менших масштабах видобуток титаномагнетитових руд ведеться на ряді інших дрібніших родовищах: Хеершань, Джупа (північ провінції Сичуань), Тайхечжень у м. Січан (південь провінції Сичуань), Тайпінгоу (схід провінції Гирін), Тяоюдай (провінція Гирін). Видобуток руди ведеться шахтним способом. Крім того, ільменітову сировину видобувають драгами на ільменітових розсипах прибережно-морського типу вздовж берегової лінії провінції Гуандун та Гуансі-Чжуанського автономного району. Попутно ільменіт одержують при розробці золотоносних розсипів в провінціях Хейлунцзян і Шаньсі. У автономному районі Внутрішня Монголія на розсипних родовищах Гуанцунь і Дяньсиму в невеликих кількостяхстях добувають рутил. Дефіцит титану покривається імпортом рутилового концентрату.
Алюмінієва промисловість
Див. Алюмінієва промисловість Китаю
Включає розробку покладів бокситів, глиноземистих сланців і алунітових руд. Основна частка продукції поступає з провінції Шаньдун. Родовища бокситів і глиноземистих сланців відпрацьовують головним чином відкритим способом (90 % всього видобутку). Виїмка ведеться буропідривним способом і бульдозерами. Переробка бокситів включає дроблення, грохочення, випалення і магнітну сепарацію. Технологія переробки бокситів дозволяє вилучати з них понад 90 % глинозему. Крім бокситів для алюмінієвої промисловості залучається обпалений діаспоровий боксит з 55-60 % глинозему, що використовується для виробництва вогнетривів і вогнетривка глина з 47 % глинозему. Збагачені боксити частково експортуються.
У 2003 р. Китай є найбільшим у світі виробником алюмінію і його експортером. За 2000–2002 рр. виробництво первинного алюмінію в країні було подвоєно і досягло 5,2 млн т/рік. У 2002 р. в Китаї вироблено 4,3 млн т первинного алюмінію [People's Daily].
Видобуток золота і срібла. За виробництвом золота (156 т/рік) Китай займав у 1999 р. 5-е місце у світі; у 2000 р. Китай видобув 180 т, а у 2001 —185 т золота і перемістився на 4-е місце у світі. У 2000 р в Китаї діяло 1200 золотодобувних підприємств. Основний район розробки — Шаньдунський півострів, де зосереджено ~50 % виробництва золота в країні (копальні «Чжаоє», «Цзяоцзя», «Сіньчен», «Саньшаньдао»). Великими постачальниками золота є також північні райони провінції Хейлунцзян, східної частини провінції Гірін, захід провінції Хунань, північ провінції Хебей і центральної частини автономного району Внутрішня Монголія. Розробка ведеться кар'єрами і шахтами. Золотодобувні підприємства оснащені драгами, земснарядами, збагачувальною технікою.
Видобуток срібла у Китаї з 1994 по 1998 р. перевищив попит на 2900 т, які були додані в державні резервні запаси. Видобуток Ag на 2000 р. становить приблизно 1300 т/рік при споживанні 800 т/рік. Реалізація надлишків Ag передбачається на міжнародному ринку, в зв'язку з чим з початку 2000 р. світові ціни на Ag знизилися від 0,171 до 0,166 дол./г.
На початку XXI ст. (2003) Китай є одним з головних світових виробників і експортерів срібла. Частка Китаю в постачанні на світовий ринок срібла досягає 10 %. У 2002 р. обсяг експорту китайського срібла становив 2214 т, на 80,7 % перевищивши рівень 2001 р.; валютна виручка від експорту срібла досягла 307 млн дол. У 2002 р. в Китаї вироблено понад 4 тис. т срібла, що дозволило зайняти за цим показником 5-е місце у світі. [Сіньхуа].
Мідь.
Див. Мідна промисловість Китаю
Виробництво мідного концентрату у 1999 р. склало 500 тис. т., а його імпорт — 375 тис. т. (за інш. даними — 1,24 млн т.), імпорт мідного брухту — 1,69 млн т. Виробництво міді склало 1,2 млн т. У 2000 р. китайські виробники концентрату мідної руди задовольняли бл. 50 % потреб країни. У 2000 р Китай імпортував 1,8 млн т мідного концентрату, головним чином з Австралії, Чилі і Монголії. У 2000 р загальне споживання міді на китайському ринку склало близько 1,87 млн т, місцеве виробництво 1,32 млн т, імпорт 665 тис. т, експорт 110 тис. т. споживання міді в Китаї становило 1,65 млн т. У 2000 р. 59 % мідної промисловості Китаю контролювала державна компанія «China Copper Lead Zink Corp». Планується будівництво дек. нових міднорудних комбінатів. За даними International Copper Study Group (ICSG) в Китаї в найближчі роки стануть до ладу мідні рудники Хамі, Сайшітан, Сіньхуашань, Юйлун, а також мідеплавильні і рафінувальні заводи Фанченган і Хоума. Продуктивність нового мідноливарного заводу — 600 тис. т/рік концентрату, він буде працювати за технологією фірми MIM Process Technology.
За оцінкою Геологічної служби США в 2000 р. (в дужках дані за 1999 р.) в Китаї видобуто 510 (500) тис. т Cu в руді (8-е місце після Чилі, США, Індонезії, Австралії, Канади, Перу, Росії), у світі — 13,082 (12,6) млн т.
Олов'яна промисловість. Китай — світовий лідер по виробництву і експорту олова. У 2003 р. спостерігається скорочення обсягів випуску олова, що пов'язане з дефіцитом олов'яного концентрату. У 2003 очікуване виробництво олова — 60 тис. т, проти 80 тис. т в 2002 р. Найбільші розробки олов'яних руд зосереджені в провінції Юньнань, в рудному районі Гецзю і в Гуансі-Чжуанському автономному районі. Велику частину олова добувають з розсипів відкритим способом (бл. 80 %). Збагачують олов'яні руди гравітацією, іноді за комбінованими гравітаційно-магнітно-флотаційними схемами. Одержують концентрат з вмістом олова (40 %) при вилученні 50-60 %. Поклади олова виснажені інтенсивними розробками.
В окрузі Хойчан (провінція Цзянси, Китай) на новому великому олов'яному родовищі планується побудувати великий олов'яний рудник. Попередні ГРР показали, що загальні запаси олова на об'єкті становлять близько 400–500 тис. т, а підтверджені запаси становлять близько 213,6 тис. т олова [Platts News, 2003].
Свинцево-цинкова промисловість Китаю постала після 40-х рр. XX ст. Сучасну базу промисловості складають рудники «Фанькоу» (провінція Гуаньдун), «Сітешань» (провінція Цінхай), «Хуаньшанпін», «Таолінь» (провінція Хунань), «Хойцзе» (провінція Юньнань), найстаріше підприємство «Шуйкоушань» (провінція Хунань), рудник поблизу м. Ляньчен (провінція Фуцзянь). Спільно з англійською компанією Billiton plc на початку XXI ст. побудовано новий свинцево-цинковий комбінат Lanping продуктивністю 250 тис. т цинку на рік. Загалом динаміка свинцево-цинкової промисловості на початку XXI ст. позитивна (табл.).
Видобуток руд рідкісних металів в пром. масштабах почалася в Китаї з 50-х рр. XX ст. Основні центри розробки зосереджені в Сіньцзян-Уйгурському, Гуансі-Чжуанському автономних районах, у Внутрішній Монголії, пров. Гуандун і Цзянсі.
На початку XXI ст. Китай — найбільший виробник у світі і експортер рідкісних земель. Він контролює понад 2/3 продукції, що виробляється.
Див. Видобуток рідкісних металів у Китаї.
Ртутна промисловість. Основні об'єкти сконцентровані в межах Південно-Китайської ртутно-рудної провінції, що охоплює територію провінцій Гуйчжоу, Хунань, Юньнань, Сичуань, Цзянсі, Чжецзян, Гуандун, Фуцзянь. Невеликі вияви ртутного зруденіння в різні роки розроблялися кустарним способом (провінція Синьцзян та ін.). Розробка ведеться підземним способом із застосуванням буропідривних робіт. На дрібних родовищах жильно-гніздового типу видобуток здійснюють попутно з розвідкою окремих рудних тіл. Основна система розробки — камерно-стовпова. Подальші перспективи ртутно-рудної промисловості пов'язані з розвитком гірничих робіт на прихованих на глибині («сліпих») покладах.
Забезпеченість загальними запасами ртуті максимального рівня її виробництва, досягнутого в 1995–1997 рр., з урахуванням 5 %-них втрат при металургійному переділі становить у Китаї 21 рік.
Сурм'яна (стибієва) промисловість. Основна рудна база стибієвої промисловості — родовище Сікуаньшань, відоме з глибокої старовини як джерело антимоніту. Пром. експлуатація цього об'єкта почата в 1894 р; максимальних масштабів досягла в 1917, коли тут було отримано понад 25 тис. т товарного металу (у 80-ті рр. бл. 10 тис. т). Розробка ведеться підземним способом; глибина понад 400–450 м. Система камерно-стовпова та з тверднучим закладенням хвостами збагачення. Виїмка здійснюється буропідривним способом. Середні і рядові руди збагачують гравітаційно-флотаційним методом. Інші родов. знаходяться в провінціях Хунань, Гуйчжоу і інш., розташованих на півдні країни. Гірничі підприємства галузі здійснюють закінчений цикл переробки руди аж до отримання металу різних марок і оксидних сполук стибію. Промислове значення також мають комплексні вольфрам-стибієві (з поліметалами, золотом і ртуттю) родовища групи Усі-Сіань-Таоань, розташовані в центральній частині провінції Хунань.
Забезпеченість стибієвої промисловості Китаю вітчизняними загальними і підтвердженими запасами металу, розрахована за максимальним рівнем його виробництва в концентратах в 1993–1997 рр. (з урахуванням 25 %-них втрат при видобутку і збагаченні), становить, відповідно, 18 і 13 років.
Азбестова промисловість. Китай входить до числа провідних виробників азбесту. Видобуток сировини ведеться в провінціях Сичуань, Цінхай, Шеньсі, Хебей, Ляонін і Шаньсі. На великому Шимянському родовищі азбест видобувається в основному відкритим способом.
Гірничо-хімічна сировина видобувається в Китаї з найдавніших часів. Кам'яну сіль (бл. 30 млн т на рік) добувають випаровуванням з морської води, з соляних озер і підземних розсолів, а також на соляних шахтах. Промисли солі зосереджені вздовж мор. берега від гирла р. Ялуцзян до о. Хайнань на відстані 11 тис. км. Центри видобутку зосереджені в районі мм. Далянь і Таньцзінь, на узбережжі Бохайвань і Ляодунської затоки, в провінції Хебей і в районах Дагу, Таньгу, Дацінхе, Хуанхуа, в провінціях Шаньдун, Цзянсу, по берегах затоки Ханчжоувань, в провінції Гуандун і в Гуансі-Чжуанському автономному районі. З соляних озер сіль добувають в Цайдамській улоговині (провінція Цінхай), з соляних шахт — в провінції Цзянсі, в Сіньцзян-Уйгурському автономному районі та ін.
Див. Гірничо-хімічна промисловість Китаю.
Видобуток дорогоцінних і виробних каменів. Алмази попутно із золотом видобувають в басейні річки Юаньцзян (провінції Хунань і Гуйчжоу), а також в районі Чанте. Алмази в розсипах і кімберлітових трубках періодично добували в провінціях Ляонін, Шаньдун, Гуйчжоу, в Гуансі-Чжуанському і Тибетському автономних районах. Китай є імпортером алмазів.
Великі родовища бірюзи відомі в Тибеті, нефриту в Сіньцзян-Уйгурському автономному районі і гірського кришталю в пров. Гуандун. Нефрит — традиційний ювелірно-виробний камінь Китаю, що широко застосовується для виготовлення різьблених виробів. З глибокої старовини і до кінця XIX ст. родовища Куньлуньських гір були основним джерелом нефриту у світі. З 50- х рр. в центральній частині о. Хайнань біля м. Тунчен відкритим способом розроблялося унікальне родовище гірського кришталю Янзяолін.
У країні розробляються родовища нерудної індустріальної сировини. Основні родовища бентоніту, що розробляються відкритим способом, знаходяться в провінції Ляонін, вермікуліту — в провінції Шаньдун (район Ліньшу). У Внутрішній Монголії і в провінції Гуандун добувають гіпс. Основні родовища графіту знаходяться в провінціях Гирін, Фуцзянь, Шеньсі і у Внутрішній Монголії. Високоякісний каолін добувається в провінціях Цзянсі, Фуцзянь, Чжецзян, Гуандун, Юньнань, Ганьсу і у Внутрішній Монголії. У провінції Ляонін на рудниках «Хайчен» і «Цаньшанькуан» ведеться видобуток магнезиту (бл. 1 млн т на рік). Родовища мусковіту розробляють а провінціях Цзянсу, Фуцзянь і в Сіньцзян-Уйгурському автономному районі. Родовища стеатиту і тальку відомі в провінції Ляонін в районі м. Телін. Крім того, тальк добувають в провінціях Хенань, Юньнань, Шаньдун і Фуцзянь.

## Гірниче машинобудування
У Китаї розвинене виробництво гірн. і гірничо-транспортного обладнання. Близько 320 видів такої продукції (машини для очисних і підготовчих робіт, кріплення, обладнання підземного транспорту, геологорозвідки, апаратура і прилади техніки безпеки) випускається більш ніж 30-а заводами вугільного машинобудування. Освоєно виробництво драг, морських бурових платформ та інше обладнання.

## Геологічна і гірнича служба. Підготовка кадрів. Друк
Проведення геологічних досліджень, геологічна освіта і діяльність установ Академії геологічних наук входять в компетенцію Міністерства геології. У кожній з провінцій діють геологічні бюро, що входить до складу Міністерства геології, але в адміністративному відношенні пов'язані з владою провінцій. Крім Міністерства геології, відповідні дослідження на теритрії країни проводять також міністерства металургійної промисловості, енергетики та іригації, вугільної промисловості, транспорту, будівництва. Питання розробки родовищ знаходяться у веденні міністерств нафтової і хімічної промисловості, металургійної промисловості. Працює 6 геологічних вузів і 8 училищ, крім того, підготовку геологів здійснюють в університетах країни. Кадри для вугільної промисловості готують в 12 гірн. вузах, 36 технікумах і в 100 гірничопромислових школах і училищах. У Китаї видається понад 40 журналів з питань освоєння надр Землі.